# Hans Peter Kurtz

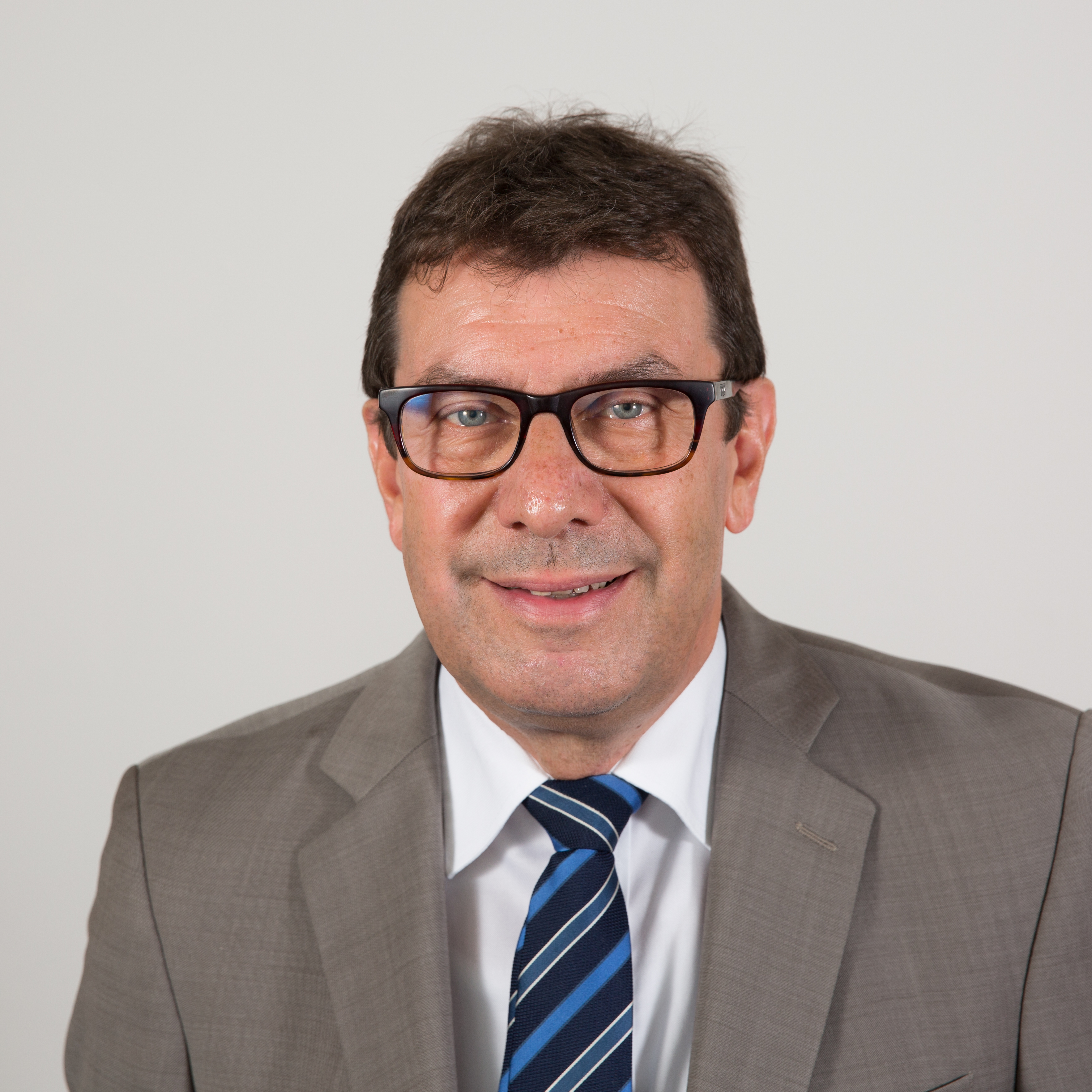
Hans Peter Kurtz (2017)

Hans Peter Kurtz (* 10. November 1955 in Völklingen) ist ein deutscher SPD-Politiker und Funktionär der IG Metall. Von 2012 bis 2022 war er Abgeordneter im Landtag des Saarlandes.

## Leben
Hans Peter Kurtz wurde in Völklingen geboren und wuchs in Fürstenhausen auf. Er verließ die Schule mit dem Hauptschulabschluss erlernte bis 1974 den Beruf des Werkzeugmachers. 1981 legte er die Meisterprüfung ab und arbeitete in zwei Betrieben in Wadgassen und Eiweiler. 1983 und 1984 studierte er an der Akademie der Arbeit in der Johann Wolfgang Goethe-Universität Frankfurt am Main. Nach dem Studium wurde er Gewerkschaftssekretär bei der IG Metall in Darmstadt (1985 bis 1990), seit 1990 übt er den gleichen Posten im Saarland aus und wurde im Mai 2004 zum „ersten Bevollmächtigten der IG Metall Verwaltungsstelle Saarbrücken“ gewählt. Diese Funktion über er bis Ende 2018 aus. Von 2005 bis 2017 war er Vorstandsvorsitzender der Arbeitskammer des Saarlandes.
In die SPD trat er 1974 ein. Von 1980 bis 1985 war er stellvertretender Vorsitzender der Jusos Saarlouis und von 1990 bis 1995 Vorsitzender der Arbeitsgemeinschaft für Arbeit in Saarlouis sowie Mitglied des Ortsvorstandes in Differten. Bei der Landtagswahl im Saarland 2012 wurde er als Kandidat der Landesliste in den saarländischen Landtag gewählt. Bei der Landtagswahl 2017 wurde er erneut in den Landtag gewählt. Seit Mai 2019 gehört er dem Gemeinderat in Wadgassen an. Bei der Landtagswahl 2022 trat er nicht mehr an.
Hans Peter Kurtz ist verheiratet und hat zwei Kinder.

## Werke
- Strukturwandel im Saarland. Herausforderungen und Gestaltungsmöglichkeiten. Herausgeber zusammen mit Luitpold Rampeltshammer. Saarbrücken: universaar 2011, ISBN 978-3-86223-008-2. Online: Volltext (PDF; 3,9 MB)